# Decarneyhueso
Decarneyhueso es un colectivo musical madrileño formado por Jorge Usón (voz), Jesús Garrido (guitarras, bouzouki, charango, teclado, voz), Fernando Favier (batería, percusión), Arián Suárez (bajo y voz) y Bruno Duque (vientos y voz) 

## Trayectoria
Comenzaron su andadura en 2011 como un dúo formado por Jorge Usón y Adán Carreras rendían tributo a la obra de Atahualpa Yupanqui con un show titulado “Yo voy andando y cantando que es mi modo de alumbrar” donde entremezclaban versiones y poemas a modo de pequeño cabaret. Fueron alcanzando cierta popularidad con más repertorios como “Romances de Camas Anchas” en el madrileño Café del Cosaco. Cinco años después formaron un cuarteto con las incorporaciones de Jesús Garrido y Nelson Dante.
La banda se fundó en 2016, hacen canción de autor con raíz en el folclore latinoamericano y mediterráneo. Canción de autor con ecos de la canción popular. Transcriben el viaje y el paisaje intercalando poemas e historias durante los conciertos. Fusionan géneros de raíz como el  Folk Alternativo, música alternativa latina, Música de América Latina, la chacarera, el landó, el candombe,  la zamba, el son,  las alegrías y añaden pinceladas de electrónica.
En 2016 debutaron como banda en el Teatro Lara de Madrid con el espectáculo “Esperando” ofreciendo una serie de conciertos que anticiparían una gira por Aragón y Galicia.
Al año siguiente pasaron a ser habituales en la Sala Galileo Galilei de Madrid y colaboraron con músicos como Mr. Kilombo, Peteco Carabajal (teloneando su concierto “Riendas Libres” Carmen París, Blanca Portillo, Nam San (Habana Abierta), Joaquín Reyes, Ernesto Sevilla, Fernando Egozcue o Carolina Yuste.
También rodaron bajo la dirección de Javier Macipe dos videoclips que les dieron mucha popularidad en Youtube: La zamba de Atahualpa Yupanqui “Piedra y Camino” y el vals de Graciela Arango de Tobón “De Carne y Hueso” que inspiró en su día el nombre de la formación.
Participaron en la Feria internacional de Artes Escénicas y Danza de Huesca en 2017 y a partir de esa actuación sumaron un quinto miembro a la percusión: Fernando Favier.
A principios de 2018 grabaron el primer EP producido por Sebastián Merlín: “Puse Mi Patria en el Vuelo”. Contiene cuatro temas propios: “Cardui, llegó la hora” (cumbia) “Balele del 36” (merengue), “Chacarera del Viajero” (aire de chacarera) y “Esperando, milonga del inmigrante”. También la chacarera “Déjame que me vaya” (de Cuti y Roberto Carabajal) y “Mariposa” (de Pedro Luis Ferrer). El álbum incluye, en algunos de los temas, versos de los poetas Jorge Alemán y José Antonio Rey del Corral.El diseño de su portada y cartelería corrió a cargo de Luis Javier López, Fernando Cerezo y Ana Gañán.
El disco se presentó en el Teatro del Mercado de Zaragoza en febrero de 2018 y ese verano arrancaron la gira en el Festival Internacional de las Culturas-Pirineos Sur en Aragón.
Posteriormente vendrían conciertos como el del 5 de diciembre que llenó la Sala Galileo Galilei y que congregó en el escenario a artistas como Ara Malikian, Blanca Portillo, Fernando Egozcue, Rául García, Diego Blanes, Carmen París, Roberto Bazán, Bruno Duque, Mr. Kilombo, Ernesto Sevilla, Joaquín Reyes y Javier Macipe. Al año siguiente repetirían esa fiesta con Carolina Yuste, Paula Iwasaki, Bruno Duque y Pollo Leone. Entraron a trabajar con ellos el fotógrafo Pepe Añón, la distribuidora teatral Caterina Muñoz y el diseñador Lisandro Martino.
El tema “Cardui, llegó la hora” sirvió como cabecera en la banda sonora de la serie “El Último Show” producida por Aragón TV y HBO-Latinoamérica.
La gira de “Puse Mi Patria en el Vuelo” terminó con un único concierto en el Teatro Español de Madrid el 4 de octubre de 2019 llenando localidades y congregando personalidades de la música y de la cultura nacional. Para ese evento contaron con la iluminación de Rodrigo Ortega, el sonido de Álvaro Mata, las visuales de Malena Merlina, video de Reafilma SL. y la producción de Ana Sánchez de la Morena.
A principios de 2020 habilitaron su local de ensayos en Vallecas como estudio de grabación. Durante ese año pandémico grabaron su segundo trabajo titulado “El Oficio del Mar” también producido por Sebastián Merlín, esta vez en colaboración con la banda. El álbum lo conforman seis temas y un poema. “Introducción” y “Bahareque” con la participación al violín de Ara Malikian, “Catinha”, “El Oficio del Mar”, “Canto para que Vuelen”, “Caigo de la Luna” y “Nocturno” con la participación al piano de Pepe Rivero. La ilustración de la portada la diseñó Helena Bonastre. Ese año sumaron a Bruno Duque como miembro del colectivo, responsable de los vientos. 
En la producción repite con ellos Sebastián Merlín (Jorge Drexler, Rozalén, Las Migas…).
Presentaron el nuevo disco en la sala principal del Teatro Fernán Gómez de Madrid en mayo de 2021 y desde entonces han ido girando con recurrentes actuaciones en la sala Galileo Galilei de Madrid. A finales de 2021 salieron del grupo Adán Carreras y Nelson Dante y se sumó el cubano Arian Suárez en el bajo y voz.
En verano de 2022 presentaron en el Café Libertad de Madrid un formato en trío compuesto por Jorge Usón, Jesús Garrido y Bruno Duque y ofrecieron un concierto en directo en el programa No es un Día Cualquiera de RNE.
En otoño de 2022 grabaron el sencillo Incandescentes en colaboración con el cantautor italiano Alessio Arena. Esta canción, con letra y música de Jesús Garrido, está inspirada en el nacimiento de su primera hija y va dedicada a ella.

## Obras o Discos

### Puse Mi Patria en el Vuelo(2018)[5][6]
1.    “Carduí, llegó la hora” (Jesús Garrido / Nelson Dante) 
2.    “Esperando, milonga del inmigrante” (Adán Carreras / Romina Balestrino)
3.    “Chacarera del Viajero” (Jesús Garrido) 
4.    “Balele del 36” (Jesús Garrido / Nelson Dante) 
5.    “Mariposa” (Pedro Luis Ferrer)
6.    “Déjame que me vaya” (Cuti y Roberto Carabajal)

### El Oficio del Mar(2021)[15][16]
1.    “Introducción” (Poema colectivo Decarneyhueso) Feat. Ara Malikian
2.    “Bahareque” Feat. Ara Malikian (Jesús Garrido)
3.    “Catinha” (Jesús Garrido)
4.    “El Oficio del Mar” (Jesús Garrido / Nelson Dante) 
5.    “Nocturno” Feat. Pepe Rivero (Música Jesús Garrido /Letra Jorge Alemán, Jesús Garrido y Nelson Dante)
6.    “Canto para que vuelen” (Música Jesús Garrido / Letra Jesús Garrido, Jorge Usón, Adán Carreras, Nelson Dante)
7.    “Caigo de la Luna” (Adán Carreras)

### Singles
2023	Incandescentes.
2024	Bachátame.